# École nationale d'administration (Côte d'Ivoire)
Pour les articles homonymes, voir ENA et Ena.

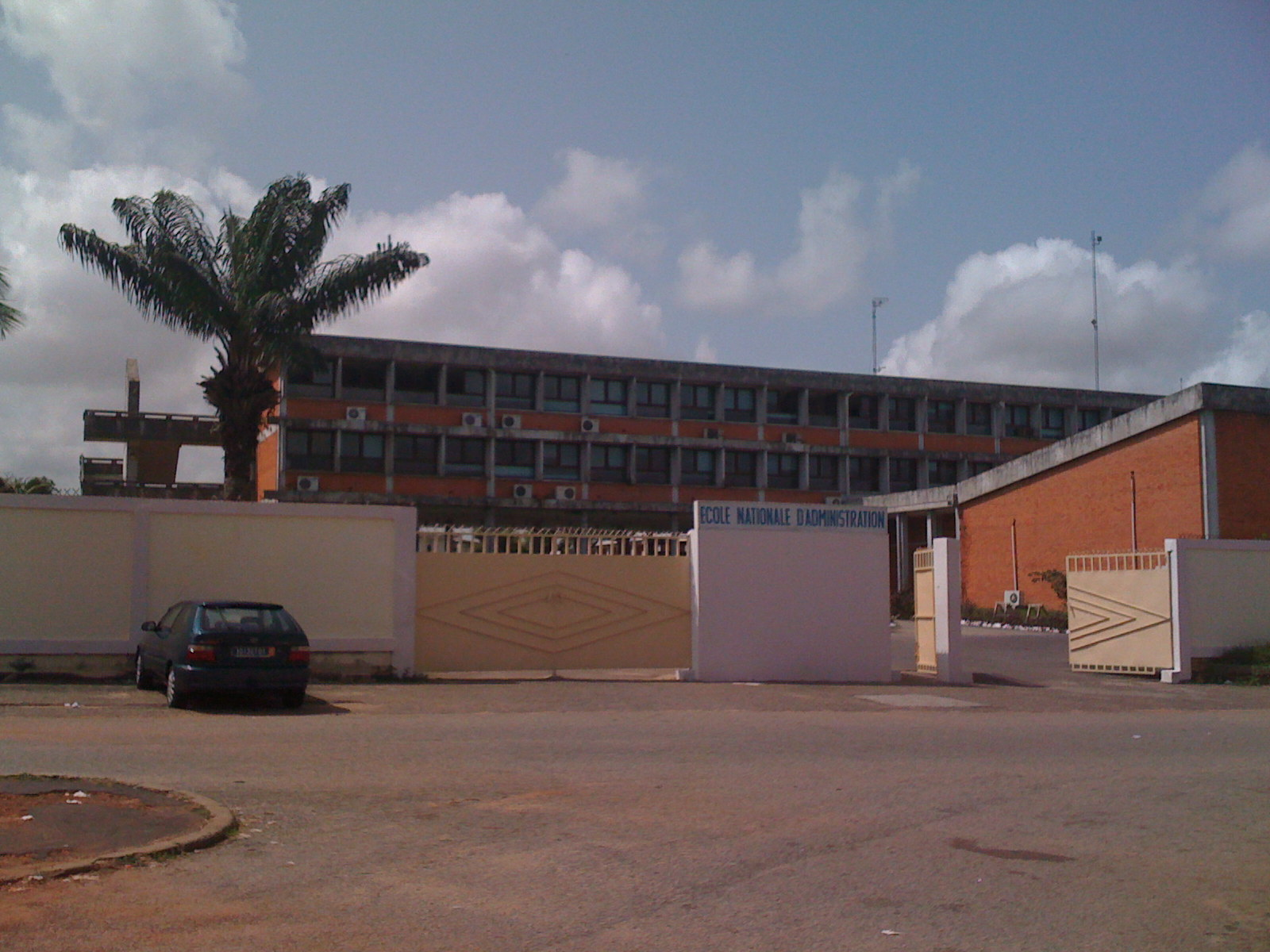
Façade de l'École nationale d'administration d'Abidjan

L’École nationale d'administration de Côte d'Ivoire, connue sous le nom d’ÉNA d'Abidjan, est une grande école située à Abidjan, précisément dans la commune de Cocody, quartier Deux-Plateaux, à côté de l'école Farandole. Elle est chargée de former les cadres moyens et supérieurs de l'administration publique ivoirienne.
À partir de l'année 1960,année de l'indépendance de la côte d'Ivoire, l'Etat Ivoirien, soucieux de former des cadres dynamiques et compétents, crée l'ENA.

## Historique
Sur le modèle de l'ENA de France créée en 1945 au lendemain de la Seconde Guerre mondiale sur ordonnance du général Charles de Gaulle, l'ENA ivoirienne a vu le jour en 1960 après l'indépendance de la Côte d'Ivoire sous le gouvernement de Félix Houphouët-Boigny premier président ivoirien. Elle est placée sous la tutelle du ministère de la Fonction publique et de l'emploi.
Depuis le 18 janvier 2023, le directeur général est Narcisse Thomas Sepy Yessoh et la secrétaire générale Aline Koné.

## Composition
Cette école forme en plusieurs filières reparties en deux écoles : l'École de la gestion économique et financière (EGEF) et l'École de la gestion administrative et de la diplomatie (EGAD).
L'EGEF forme les cadres du Trésor public, des impôts, des douanes, du ministère du Commerce,du ministère de l'Économie et des Finances et des cadres de la gestion financière et administrative des hôpitaux publics. L'EGAD, elle, forme les cadres du ministère des Affaires sociales, les officiers des affaires maritimes et portuaires, les diplomates, les cadres de l'administration générale,et les cadres de la gestion des ressources humaines
La durée de la formation à l'ENA de Côte d'Ivoire variait en fonction du cycle ( le cycle supérieur : la formation durait 30 mois soit 2 ans 6 mois; le Cycle moyen supérieur : la formation durait 24 mois soit 2 ans et le cycle moyen : la formation durait 18 mois soit 1 an et 6 mois. Avec les reformes de 2023, l'on assiste désormais a une uniformisation de la durée de formation qui est dorénavant de 2 ANS pour tous les cycles. 

## Anciens élèves notables
- Sansan Kambilé
- Jean-Jacques Béchio, homme politique ivoirien
- Charles Koffi Diby, économiste et homme politique ivoirien du PDCI
- Gnamien Konan, homme politique ivoirien, plusieurs fois ministre du président Ouattara de 2012 à 2016[3]
- Josey, une chanteuse et auteure-compositrice ivoirienne
- Alcide Djédjé, homme politique et diplomate ivoirien
- Justin Koné Katinan, homme politique proche de Laurent Gbagbo
- Aimée Zebeyoux, juge ivoirienne, militante pour les droits de l'homme.